# Половніков Віктор Володимирович
Ві́ктор Володи́мирович Поло́вніков — полковник Державної прикордонної служби України.

## Життєпис
Народився в селі Закутнівці Первомайського району Харківської області 4 жовтня 1972 року. Одружений з Гунько Оксаною Миколаївною. Має дітей — дочку Вікторію та сина Славу.
Закінчив вище прикордонне училище в Голіцино Московської області. З 1993 року проходив службу на різних посадах в прикордонних військах західного прикордонного управління. 2003 року закінчив Національну академію прикордонних військ України ім. Богдана Хмельницького. Займав посаду замісника начальника — Сумського прикордонного загону — начальника штабу з лютого 2006-го. У листопаді 2007 року підполковник Половніков призначений начальником Сумського прикордонного загону.

## Нагороди
2 серпня 2014 року — за особисту мужність і героїзм, виявлені у захисті державного суверенітету та територіальної цілісності України, вірність військовій присязі під час російсько-української війни, відзначений — нагороджений орденом «За мужність» III ступеня.